# In the Shadows (musikalbum)
In the Shadows är ett album från 1993 av det danska heavy metal-bandet Mercyful Fate. Det sista spåret är en omgjord version av "Return of the Vampire" med Lars Ulrich från hårdrocksbandet Metallica på trummor.

## Låtlista
1. "Egypt" - 4:53
2. "The Bell Witch" - 4:35
3. "The Old Oak" - 8:55
4. "Shadows" - 4:42
5. "A Gruesome Time" - 4:32
6. "Thirteen Invitations" - 5:17
7. "Room of Golden Air" - 3:07
8. "Legend of the Headless Rider" - 7:43
9. "Is That You, Melissa?" - 4:41
10. "Return of the Vampire...1993" - 5:09

## Medverkande
- King Diamond (sång)
- Hank Shermann (gitarr)
- Michael Denner (gitarr)
- Timi Hansen (bas)
- Snowy Shaw (trummor)
- Lars Ulrich (trummor på Return of the Vampire...1993)